# Hildegaire (disciple de Fulbert)
Pour les articles homonymes, voir Hildegaire.
Hildegaire ou Hildier († vers 1032), disciple le plus proche de l'évêque Fulbert, fut chanoine et chancelier de la cathédrale de Chartres et gérant de la collégiale Saint-Hilaire de Poitiers.

## Éléments biographiques
Il est connu par une partie de sa correspondance qui a été conservée dans le corpus des lettres de l'évêque Fulbert : sept lettres qui lui ont été adressées par ce dernier, et une douzaine de lettres de lui, dont la moitié adressées à Fulbert ; et une adressée au duc Guillaume V d'Aquitaine, et réciproquement une qui lui est adressée par ce dernier. D'autre part, Adelman de Liège lui consacre six vers dans son poème Rhythmi alphabetici, qui évoque Fulbert et quelques-uns de ses disciples.
Adelman affirme qu'il tenait le premier rang parmi les disciples de Fulbert et qu'il était compatriote de celui-ci (v. 24 : « ceterorum princeps atque communiceps præsuli ») ; cette commune origine du maître et du disciple reste débattue. Il dit lui-même, dans l'une de ses lettres à Fulbert, qu'il était son élève depuis l'enfance (« Sum namque, divina procurante gratia, disciplinæ tuæ vernaculus a puero »). Adelman dit qu'il était surnommé Pupilla (« Hildier-la-Prunelle ») à cause à la fois de sa très petite taille et de la perspicacité de son esprit. Il ajoute qu'il ressemblait au maître par sa physionomie, sa voix, ses manières (v. 25 : « Is referebat magistrum vultu, voce, moribus ») et qu'il joignait l'art d'Hippocrate à l'éloquence de Socrate et à la science musicale de Pythagore.
On conserve une lettre de lui adressée à Èbles de Roucy pour accompagner un médicament appelé iera que Fulbert lui envoyait (« Potionem iera, quam dominus præsul tibi mittit, sumes cum aqua calida ante crepusculum diei, etc. ») ; l'inscription de cette lettre indiquant « Ad seniorem suum Ebalum », certains y ont vu un indice sur l'origine commune de Fulbert et d'Hildegaire.
En 1023, le duc Guillaume V d'Aquitaine nomma l'évêque Fulbert trésorier et gérant de la collégiale Saint-Hilaire de Poitiers, dont il était abbé laïc. Comme Fulbert était retenu par ses fonctions d'évêque de Chartres, il délégua Hildegaire sur place, et celui-ci occupa ce poste entre 1024 et 1026. C'est de cette époque que datent la majorité des lettres évoquées ci-dessus. Hildegaire tint notamment l'école de Saint-Hilaire, et sa correspondance avec Fulbert jette une lumière sur l'enseignement qui s'y donnait à l'époque. Les lettres portent également sur l'organisation de la liturgie. Hildegaire servait aussi d'intermédiaire entre Guillaume V d'Aquitaine, prince lettré, qui possédait une bibliothèque, et l'évêque Fulbert.
Peu auparavant, il avait demandé à Fulbert d'accorder à un nommé Évrard le poste d'écolâtre de la cathédrale de Chartres (« Volo scribas mihi, carissime, quam bene tibi procedat scholasticum officium, a domino meo præsule rogatu meo tibi nuper commissum, etc. »). Pendant son séjour à Poitiers, Fulbert lui apprend qu'Évrard a quitté le chapitre pour se faire moine, et qu'il lui réserve donc, à son retour, les postes d'écolâtre et de chancelier (« Ebrardus monachus evasit, scholarum ferulam et cancellarii tabulas tibi servo, bona parans, meliora devovens »).
Il ne survécut que peu d'années à l'évêque Fulbert. L'obituaire de la cathédrale de Chartres le qualifie de sous-diacre et écolâtre (« Obiit Hildegarius subdecanus et magister scholæ hujus ecclesiæ »).